# Horofunction
수학에서, horofunction은 완비 거리 공간 X 위에서 정의된 함수로, X의 거리 함수의 극한이다. 미하일 레오니도비치 그로모프가 부스만 함수를 일반화하여 소개하였다.

## 정의
(X,d)를 완비 거리 공간이라고 하고, {\displaystyle o\in X}를 원점이라고 하자. 그러면 고정된 {\displaystyle x\in X}에 대하여, 다음과 같은 거리 함수를 정의할 수 있다.
{\displaystyle d_{x}(y)=d(x,y)-d(y,o)}
이러한 {\displaystyle d_{\bullet }:~X\to C(X),~x\mapsto d_{x}}는 {\displaystyle C(X)}에 균등 노름을 주었을 때 등장사상이 되고, 이를 쿠라토프스키 매장이라고 한다.
{\displaystyle C'=C(X)/\{{\text{constant functions}}\}}라는 몫공간을 생각하면, X의 유계집합에서 균등수렴하는 위상을 얻는다. 이제 {\displaystyle C(X)\to C'}의 사영을 취하면, 원점 {\displaystyle o}에 상관없는 매장 {\displaystyle X\to C'}을 얻는다.
X를 가산 콤팩트 공간이라고 하자. {\displaystyle {\overline {X}}_{h}}를X의 {\displaystyle C'}에서의 폐포라 하고, horofunction 콤팩트화 (horofunction compactification)라 부른다. 또한 그 경계{\displaystyle \partial _{h}X={\overline {X}}_{h}\setminus X}를 X의 horofunction 경계 (horofunction boundary, horoboundary)라 한다. {\displaystyle h\in C(X)} 중에서 {\displaystyle C(X)->C'}이라는 매장을 통해서 horofunction 경계로 들어가는 함수들, 즉 horofunction 컴팩트화를 할 때 추가되는 함수들을 horofunction한다. {\displaystyle h^{-1}(-\infty ,c)\in X}를 열린 horoball, {\displaystyle h^{-1}(c)}를horosphere라 한다.